# Wangenbourg-Engenthal
Wangenbourg-Engenthal (Wangenburg-Egenthal in tedesco, Wàgenburi-Agendààl in dialetto alsaziano) è un comune francese di 1 335 abitanti situato nel dipartimento del Basso Reno nella regione del Grand Est.

## Società

### Evoluzione demografica
Abitanti censiti